# Thalwil
Thalwil é uma comuna da Suíça, no Cantão Zurique, com cerca de 16.521 habitantes. Estende-se por uma área de 5,53 km², de densidade populacional de 2.988 hab/km². Confina com as seguintes comunas: Erlenbach, Herrliberg, Horgen, Küsnacht, Langnau am Albis, Oberrieden, Rüschlikon.
A língua oficial nesta comuna é o Alemão.